# Sobór Przemienienia Pańskiego w Tambowie
Sobór Przemienienia Pańskiego – prawosławny sobór w Tambowie, cerkiew katedralna eparchii tambowskiej.

## Historia
Na miejscu dzisiejszego soboru pierwotnie znajdowała się drewniana cerkiew. W 1694 biskup tambowski Pitirim rozpoczął budowę murowanego obiektu. Prace trwały do 1783, a ich ukończenie było możliwe dzięki finansowego wsparciu tambowskiego kupca Matwieja Borodina. Na początku XX wieku sobór odwiedził car Mikołaj II oraz późniejszy święty prawosławny Jan z Kronsztadu.
W 1929 władze stalinowskie zamknęły sobór i umieściły w nim muzeum regionalne. W ręce Rosyjskiego Kościoła Prawosławnego wrócił dopiero w 1993. W cerkwi znajdują się relikwie inicjatora jej budowy, uznanego przez Rosyjski Kościół Prawosławny za świętego.

## Architektura
Klasycystyczna cerkiew wzniesiona jest na planie prostokąta, z pięcioma wieżami zwieńczonymi złoconymi kopułami i krzyżami. Wejście do budynku prowadzi przez drzwi z portalem, na fasadzie pomiędzy prostokątnymi, obramowanymi oknami znajduje się rząd jońskich pilastrów z tympanonem. Całość malowana jest z zewnątrz na jasnozielono.
Wnętrze soboru nakryte jest sklepieniem krzyżowym, zachowały się w nim oryginalne freski, złocone elementy snycerki artystycznej i dwurzędowy ikonostas.